# Coreia do Sul nos Jogos Olímpicos de Verão de 2024
Coreia do Sul participou dos Jogos Olímpicos de Verão de 2024, realizados em Paris, na França. Foi a 19.ª aparição do país nos Jogos Olímpicos de Verão desde a estreia em Londres 1948, sendo representado por 144 atletas que competiram em 23 esportes.
Com 13 medalhas de ouro, 9 de prata e 10 de bronze, o país finalizou os Jogos em oitavo lugar no quadro geral de medalhas, sendo a primeira vez desde Londres 2012 que a Coreia do Sul obteve mais de 30 medalhas em uma única edição dos Jogos. O tiro com arco foi o esporte mais bem-sucedido da delegação tanto em total de medalhas (7) quanto em medalhas de ouro (5). Dez esportistas conquistaram mais de uma medalha nos Jogos, com destaque para os arqueiros Lim Si-hyeon e Kim Woo-jin que obtiveram três medalhas de ouro cada.

## Medalhas
| Atleta | Esporte          | Evento                                | Medalha |
| --- | ---------------- | ------------------------------------- | ------- |
| Oh Sang-uk | Esgrima          | Sabre individual masculino            | Ouro    |
| Oh Ye-jin | Tiro             | Pistola de ar 10 m feminino           | Ouro    |
| Jeon Hun-young Lim Si-hyeon Nam Su-hyeon                                                                                           | Tiro com arco    | Equipes femininas                     | Ouro    |
| Ban Hyo-jin | Tiro             | Carabina de ar 10 m feminino          | Ouro    |
| Kim Je-deok Kim Woo-jin Lee Woo-seok                                                                                               | Tiro com arco    | Equipes masculinas                    | Ouro    |
| Oh Sang-uk Gu Bon-gil Park Sang-won Do Gyeong-dong                                                                                 | Esgrima          | Sabre por equipes masculino           | Ouro    |
| Kim Woo-jin Lim Si-hyeon | Tiro com arco    | Equipes mistas                        | Ouro    |
| Yang Ji-in | Tiro             | Pistola livre 25 m feminino           | Ouro    |
| Lim Si-hyeon | Tiro com arco    | Individual feminino                   | Ouro    |
| Kim Woo-jin | Tiro com arco    | Individual masculino                  | Ouro    |
| An Se-young | Badminton        | Simples feminino                      | Ouro    |
| Park Tae-joon | Taekwondo        | Até 58 kg masculino                   | Ouro    |
| Kim Yu-jin | Taekwondo        | Até 57 kg feminino                    | Ouro    |
| Keum Ji-hyeon Park Ha-jun | Tiro             | Carabina de ar 10 m misto por equipes | Prata   |
| Kim Ye-ji | Tiro             | Pistola de ar 10 m feminino           | Prata   |
| Huh Mi-mi | Judô             | Até 57 kg feminino                    | Prata   |
| Kim Won-ho Jeong Na-eun | Badminton        | Duplas mistas                         | Prata   |
| Kim Min-jong | Judô             | Mais de 100 kg masculino              | Prata   |
| Nam Su-hyeon | Tiro com arco    | Individual feminino                   | Prata   |
| Yoon Ji-su Jeon Eun-hye Jeon Ha-young Choi Se-bin                                                                                  | Esgrima          | Sabre por equipes feminino            | Prata   |
| Cho Yeong-jae | Tiro             | Tiro rápido 25 m masculino            | Prata   |
| Park Hye-jeong | Halterofilismo   | Mais de 81 kg feminino                | Prata   |
| Kim Woo-min | Natação          | 400 m livre masculino                 | Bronze  |
| Lim Jong-hoon Shin Yu-bin | Tênis de mesa    | Duplas mistas                         | Bronze  |
| Lee Joon-hwan | Judô             | Até 81 kg masculino                   | Bronze  |
| Kim Ha-yun | Judô             | Mais de 78 kg feminino                | Bronze  |
| Huh Mi-mi Jung Ye-rin Lee Hye-kyeong Kim Ji-su Kim Ha-yun Yoon Hyun-ji An Ba-ul Kim Won-jin Han Ju-yeop Lee Joon-hwan Kim Min-jong | Judô             | Equipe mista                          | Bronze  |
| Lee Woo-seok | Tiro com arco    | Individual masculino                  | Bronze  |
| Im Ae-ji | Boxe             | Até 54 kg feminino                    | Bronze  |
| Shin Yu-bin Jeon Ji-hee Lee Eun-hye                                                                                                | Tênis de mesa    | Equipes femininas                     | Bronze  |
| Lee Da-bin | Taekwondo        | Mais de 67 kg feminino                | Bronze  |
| Seong Seung-min | Pentatlo moderno | Feminino                              | Bronze  |

## Competidores
Esta foi a participação por modalidade nesta edição:
| Esporte            | Masculino | Feminino | Total |
| ------------------ | --------- | -------- | ----- |
| Atletismo          | 3         | 0        | 3     |
| Badminton          | 4         | 8        | 12    |
| Boxe               | 0         | 2        | 2     |
| Breaking           | 1         | 0        | 1     |
| Ciclismo           | 1         | 1        | 2     |
| Escalada esportiva | 2         | 1        | 3     |
| Esgrima            | 6         | 8        | 14    |
| Ginástica          | 3         | 5        | 8     |
| Golfe              | 2         | 3        | 5     |
| Halterofilismo     | 3         | 2        | 5     |
| Handebol           | 0         | 14       | 14    |
| Hipismo            | 1         | 0        | 1     |
| Judô               | 5         | 6        | 11    |
| Lutas              | 3         | 0        | 3     |
| Natação            | 12        | 3        | 15    |
| Natação artística  | 0         | 2        | 2     |
| Pentatlo moderno   | 2         | 2        | 4     |
| Saltos ornamentais | 4         | 2        | 6     |
| Taekwondo          | 2         | 2        | 4     |
| Tênis de mesa      | 3         | 3        | 6     |
| Tiro               | 6         | 10       | 16    |
| Tiro com arco      | 3         | 3        | 6     |
| Vela               | 1         | 0        | 1     |
| Total              | 67        | 77       | 144   |